# Veran Matić
Veran Matić (cirílico serbio: Веран Матић; nacido en 1962) es un director de medios de comunicación serbio que es más conocido por ser el CEO de RTV B92 desde su establecimiento en 1989 hasta 2019.
También es el presidente de la Comisión para la investigación de los asesinatos de periodistas establecida en febrero de 2013 por iniciativa suya y apoyada por el Gobierno de Serbia.
En 1993, el Comité para la Protección de los Periodistas, con sede en los Estados Unidos, le concedió el Premio Internacional de Libertad de Prensa CPJ, y en 2000, el Instituto Internacional de Prensa, con sede en Austria, lo nombró uno de los cincuenta Héroes de la Libertad de Prensa de los últimos cincuenta años.

## Carrera
Matić se graduó en la Universidad de Belgrado con un título en literatura mundial. Se involucró por primera vez en los medios de comunicación independientes para jóvenes en 1984, y en mayo de 1989, cofundó la estación de radio independiente B92 con Sasa Mirkovic. La estación emitió una mezcla de música y cobertura de asuntos de actualidad, en particular críticas al presidente Slobodan Milošević. El gobierno yugoslavo tomó varias medidas para obstaculizar o prohibir la emisión de la estación, descritas por BBC News como "que van desde la interferencia, problemas técnicos o la asignación de frecuencias" En noviembre de 1996, B92 fue brevemente prohibida de emitir, pero respondió poniendo su audio a disposición a través de Internet.
Aunque es un oponente del gobierno de Slobodan Milošević, Matić también se opuso al bombardeo de la OTAN a Yugoslavia en 1999. A finales de marzo, publicó una declaración en el sitio web de B92 titulada "Bombardeando al bebé con el agua del baño", en la que afirmaba que "la OTAN está cumpliendo su propia profecía de perdición: cada misil que golpea el suelo exacerba el desastre humanitario que se supone que la OTAN está previniendo". El gobierno de Milosevic prohibió a la emisora emitir unas horas más tarde en la misma semana, afirmando que su fuerza de transmisión había superado el nivel permitido. Matić fue llevada para ser interrogada, mientras que al personal de B92 se le ordenó no usar sus teléfonos o computadoras. El personal de B92 respondió que "La verdadera razón por la que tuvieron que cerrarnos es porque estábamos informando a la gente sobre lo que está pasando", y la estación continuó transmitiendo en vivo vía satélite e internet, desafiando las órdenes escritas del gobierno.
El 2 de abril, la dirección de la estación fue transferida al Partido Socialista de Serbia de Milosevic por un tribunal de Belgrado. Cuando los periodistas de B92 se negaron a cooperar con la nueva dirección, fueron despedidos. Matić comenzó una nueva estación independiente bajo el nombre de B2-92.
En marzo de 2019, Matić renunció al puesto de director general de RTV B92, un mes después del cambio de propiedad de la empresa.

## Premios y reconocimientos
Matić ganó el Premio Internacional de Libertad de Prensa del CPJ del Comité para la Protección de los Periodistas con sede en Nueva York en 1993. Cinco años más tarde, fue seleccionado junto con el Senad Pećanin y Viktor Ivančić para recibir el Premio Olof Palme en nombre de los "Medios de comunicación independientes en la ex Yugoslavia".
En 2000, el Instituto Internacional de la Prensa seleccionó Matić como uno de los cincuenta Héroes de la Libertad de Prensa del mundo de los cincuenta años anteriores. La mención del premio lo elogió a él y al personal de B92 por haber sido capaces de "proporcionar una visión precisa e imparcial de los trágicos acontecimientos ocurridos en su región, al tiempo que soportaban la constante presión de las autoridades serbias". El gobierno francés le otorgó su Legión de Honor en 2009, calificándolo de "humanista, periodista destacado y luchador por la libertad de prensa".
En 2011, los lectores de la revista serbia Hello nombraron a Matić la "celebridad más humana" del año por su trabajo con el Fondo B92. El año pasado, el fondo apoyó varios comedores de beneficencia y defendió las incubadoras en los hospitales serbios, una campaña que denominó "Batalla por los bebés".
En noviembre de 2012, Veran Matic ganó el premio Press Vitez Lifetime Achievement Award por su gran contribución al desarrollo del periodismo televisivo y de investigación en Serbia.
En diciembre de 2012, la Asociación Serbia de Gerentes premió a Matić como mejor gerente, en parte por su participación en el proyecto humanitario Battle for Babies. En el mismo mes, Matić ganó el premio UEPS Dragan Sakan - New Idea.
En febrero de 2013, Veran Matic fue galardonado con la Medalla de Honor Sretenje de tercera clase, uno de los más altos reconocimientos nacionales, "por llevar a cabo la campaña socio-humanitaria 'Batalla por los bebés' que contribuyó al bienestar general de los ciudadanos de la República de Serbia".
En marzo de 2015, Veran Matic fue galardonado con el Premio Especial VIRTUS por su exquisita contribución al desarrollo de la filantropía en Serbia.